# رمضان أوغلى بيري باشا
پيري محمد پاشا رمضان أوغلو (بالتركية العثمانية: رمضان اوغلی پیری محمد پاشا)‏ (توفي 1567م)،  أحد أفراد سلالة "بني رمضان" الذين حكموا أضنة في الفترة من 1520م إلى 1567م. خلال السنوات الأولى من حكمه، قمع محمد بك العديد من الانتفاضات التي قادها أنصار الصفويين. وفي مايو 1559م، شارك في المعركة بين الشهزاده بايزيد والسلطان سليم الثاني في قونية وكان في صف السلطان سليم. شغل پيري باشا مناصب بكلربك إيالة قرمان وإيالة حلب وإيالة دمشق ، بينما استمر حاكماً لأضنة. ثم عاد لاحقًا ليشغل منصب سنجق بك في أضنة حتى وفاته سنة 1567م.
كان پيري بك يتقن اللغتين الفارسية والتركية على حد سواء، وقام بتأليف ديوان شعر.  كتب عنه  المؤرخ إبراهيم بچوي : «كان من عائلة "بني رمضان"، وكان معروفًا للجميع بمكانته ومآثره، رجلاً حسن الخُلق، وطيب السمعة». 

## سيرته
ابتداءً من عام 1480م، حكم پيري محمد ابن خليل بك رمضان أوغلو مع شقيقه محمود، إمارة "بني رمضان" التابعة للدولة المملوكية لمدة 34 عامًا.    قُتل خليل في معركة في أوائل أغسطس 1513م، وكان يُعتقد خطأً في السابق أن وفاته كانت عام 1510م.   بعد وفاة پيري محمد، حكم محمود بمفرده لفترة قصيرة، وتم عزله في عام 1514م، وعُيّن بدلاً منه ابن عمه سليم بك مكانه. 
توجّه محمود بك إلى إسطنبول ولجأ إلى السلطان العثماني سليم الأول ودخل في خدمته، وشارك في معركة دابق في 24 أغسطس 1516م، وبعد النصر، منح السلطان سليم الأول إمارة "بني رمضان" لمحمود بك باعتبارها سنجقًا عثمانيًا، وأصبح بذلك تابعًا مباشرًا للدولة العثمانية. قُتل محمود بك لاحقًا في معركة الريدانية في 22 يناير 1517م، وخلفه قوباد بك شقيق پيري محمد.
لكن في عام 1520م، استولى پيري محمد على السلطة في منطقة تشوكوروفا، وبقيت مدينة أضنة فقط في يد قوباد بك.
تم نقل ولاية بني رمضان إليه باعتبارها سنجقًا عثمانيًا. منذ تلك اللحظة أصبح حاكم الإمارة تابعاً للدولة العثمانية. في 22 يناير 1517م، توفي محمود بك في معركة الريدانية . وقد تم تعيين شقيق پيري محمد، قوباد بك، في مكانه. ومع ذلك، في عام 1520م، استولى پيري محمد على السلطة في تشوكوروفا، ولم يبق في أيدي كوبات بك سوى مدينة أضنة.
كان پيري بك محل تقدير السلطان سليمان القانوني. ومن أجل تمكينه من الحكم، مُنحت لإخوته قوباد ، وداوود، وقرقوت، ومحمود، زعامت (إقطاعات) في منطقة الروملي.
كان پيري محمد حاكم سنجق أضنة، وتم تحويل إمارة "بني رمضان" إليه، مع احتفاظه بوضع خاص. كانت منطقة تشوكوروفا يسكنها القبائل التركمانية منذ فتحها، ولم يتغير التكوين القبلي في المنطقة حتى عام 1865م. كان الحفاظ على سيطرة الدولة على هذه القبائل أمرًا صعبًا، ولذلك، كما فعلت دولة المماليك من قبل، فضّلت الدولة العثمانية إدارة القبائل باستخدام زعمائها المحليين.

## تمرد بابا ذو النون
في عام 1526م، ساعد العثمانيون پيري بك في قمع تمردات  العديد من العشائر الموالية للصفويين، وكان من بينها نجاحه في قمع تمرد بابا ذو النُّون (بالتركية: Baba Zünnûn isyanı)‏، العلوي النصيري، في منطقة بوزوق (Bozok)، وذلك بتعاون پيري بك مع حسين پاشا، بكلربك سيواس.

### تمرد الصفويين
عندما كان السلطان سليمان الأول يقاتل في المجر، بمعركة موهاكس عام 1526م، كان مبعوثو الصفويين يجوبون القرى في منطقة تشوكوروفا  ويدعون الناس إلى "الذهاب إلى الشاه"، وكانت هذه العبارة تُستخدم أحيانًا بمعنى: «الانضمام إلى الشاه» أو «مبايعة الشاه» أو حتى «اتباع مذهب الشاه»، أي التشيّع في سياق التأييد للصفويين.

### تمرد ولي خليفة
خلال تمرد "ولي خليفة" (بالتركية: Veli Halife isyanı)‏،  نجح پيري بك في طرد المتمردين الذين تحصنوا في قلعة طرسوس. 

### تمرد "دوموز أوغلان" وتمرد "يني‌جه بك"
كما قمع پيري بك بمفرده بقواته الخاصة تمرد "دوموز أوغلان" (بالتركية: Domuz Oğlan isyanı)‏ الذي اندلع في سنجق أضنة، وتمرد "يني‌جه بك" (بالتركية: Yenice Bey isyanı)‏ في طرسوس، وهما تمردان جاءا الواحدة تلو الأخرى.
وانتشرت التمردات التي بدأت في منطقة بوزوق عامي 1525م و1526م أيضًا إلى المناطق التي كانت قبائل القزلباش الشيعية التركمانية تكتظ فيها بالسكان.
إن ثورة دوموز أوغلان التي اندلعت في منطقة برندي في سنجق أضنة (منطقة جيهان تقريبًا) هي واحدة من هذه الثورات، فقد فجمع حوله ما بين خمسمائة إلى ستمائة شخص وبدأ بحرق وتدمير ونهب المناطق المحيطة به، وعند سماع ذلك، تحرك پيري بك على الفور لمحاربة دوموز أوغلان في مكان يسمى كونور كويو (بالتركية: Konur Kuyu)‏، وقمع التمرد قبل أن ينتشر، وقضى عليه.

### تمرد "بكجه بك"
وعندما عاد پيري بك إلى أضنة في 4 محرم 933هـ الموافق 11 أكتوبر 1526م كان على بعد 50 كم شمال غرب طرسوس. أرسل الباقون من قبيلة أولاش، المكونة من ستة وثمانين جماعة في منطقة أولاش (بالتركية: Ulaş)‏ البعيدة، قواتهم عند سماعهم نبأ تمرد "بكجه بك" (بالتركية: Begce Bey’in isyan)‏، فأسروه وأرسلوه إلى إسطنبول.
وبعد قمع تمرد كالندر جلبي بقي پيري باشا في إسطنبول لمدة ثلاث سنوات. حيث نال تقديرًا كبيرًا من السلطان سليمان القانوني. وقد استدعاه الصدر الأعظم إبراهيم پاشا الفرنجي إلى العاصمة إسطنبول، فاستقبله السلطان بنفسه، ومنحه "خلعة الشرف" (رداء تكريمي). وعند عودته إلى أضنة، أصيب پيري بك بالمرض.

### تمرد بنو عزير
في عام 1516م، بمقاطعة "عزير" (Özer) (التي تعرف حاليًا بمنطقة دورتيول، بياس، بإسكندرونة)، تُرك السلطان سليم أحمد بك من سلالة "بنو عزير" (بالتركية: Özeroğulları)‏ ليحكم. في عام 1529م، ارتدى "سيدي بك" ابن شقيق أحمد بك، "القبعة الحمراء" (أي أصبح قزلباشًا) وتمرد، فقتل عمه أحمد بك واستولى على الولاية. وعندما انضم متمرد آخر يدعى إنشيريميز إلى سيدي بك بقوة قوامها 500 رجل، وصلت قوات سيدي بك إلى 5000 رجل. جمع پيري بك قوات جديدة وتحرك ضد سيدى بك عزير أوغلو وتمكن من هزيمة جيشه في منطقة قوزان.

## مناصبه

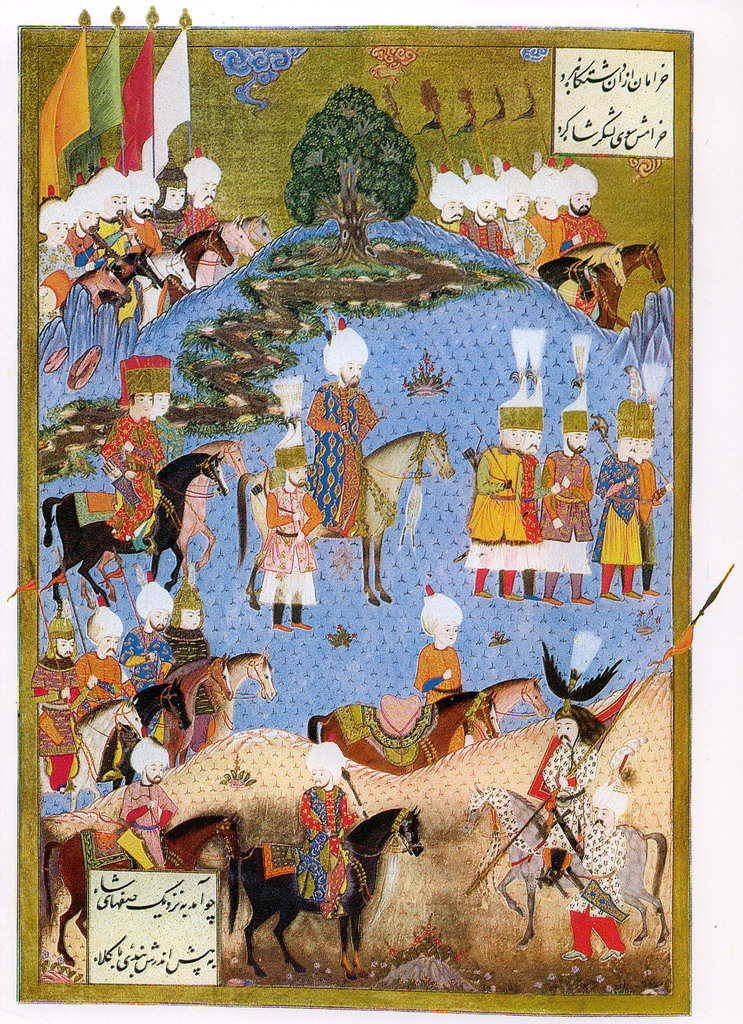
صورة مصغرة تصور السلطان سليمان القانوني مع جيشه في حملة ضد نخجوان.

في عام 1541م تم تعيين پيري بك بكلربك قرمان. ثم أصبح بكلربك دمشق. في عام 1543م/1544مشغل منصب بكلربك حلب. وخلال وجوده في دمشق، سعى إلى الحفاظ على الأمن في المنطقة. وقد تم حفظ تقاريره ومقالاته في أرشيف قصر طوب قابي. في عام 1544م تم استدعاؤه إلى بلغراد من أجل حملة عسكرية متوقعة.
خلال الحملة الفارسية الثانية للسلطان سليمان القانوني في عام 1548م، أصبح پيري بك مرة أخرى بكلربك قرمان. وقد شارك في حصار قلعة "وان" مع "عُلماء پاشا التكيلي" أو "علماء خان"(بالتركية: Tekelü Ulama Paşa)‏، بكلربك أرضروم. ثم عاد پيري باشا ليصبح بكلربك دمشق. وفي وثيقة مؤرخة عام 1549م، تم ذكره باعتباره سنجق بك أضنة وبكلربك دمشق.. في عامي 1550م/1551م تولى مرة أخرى منصب بكلربك حلب.
في 21 مايو 1553م، انضم إلى جيش السلطان سليمان القانوني في كيزيل تپه.  ومن المعروف أنه شارك في حملة السلطان سليمانعلى نخجوان في عام 1554م. في هذا الوقت كان پيري بك هو سنجق بك أضنة  . وفي الصراع بين أبناء السلطان سليمان: السلطان سليم الثاني وشاهزاده بايزيد في عام 1559م، انحاز إلى السلطان سليم الثاني وشارك في معركة قونية.
عندما توجه السلطان سليمان إلى سيكتوار ليحاصرها عام 1566م، أوكل إلى پيري بك بحماية قيصري.

## وفاته
من المرجح أن پيري بك توفي في عام 1567م، وأنه أعطي سنجق أضنة لابنه درويش. وعلى الرغم من أن المؤرخ مصطفى علي الغاليبولي ادعى أن پيري بك توفي في عام 1568م، إلا أنه الوثائق المؤرخة بعام 1567م ذكرته باعتباره "متوفى".  وكان عمره وقت وفاته أكثر من تسعين عامًا.  

## شخصيته
كان پيري بك رجلاً ثريًا للغاية. وقد ساعدت نجاحاته في تعزيز مكانته. في حين كان السنجق بك العثماني العادي يتقاضى دخلًا سنويًا يتراوح بين 150,000 و400,000 آقجة، فإن دَخْلَ پيري بك تجاوز المليون آقجة. كتب المؤرخ مصطفى علي الغاليبولي  أن البكلربكات الآخرين كانوا يشعرون بالغيرة منه. 
وقد منح السلطان سليمان القانوني لپيري بك ملكية عائدات ثلاثة حقول أرز على ضفاف نهر جيحان. كما كانت العديد من المطاحن والمتاجر والحدائق ضمن وقف آل رمضان. وكان هذا الوقف يشرف على مسجدين، ومدرستين، وحمامين، و"إيمارت" (مطبخ خيري)، وخان (كاروان سراي). وفي عام 1572م، كان دخل ا إبراهيم بك بن پيري بك،، يبلغ 872,000 آقجة. 
كان پيري بك يتقن اللغتين الفارسية والتركية على حد سواء، وقام بتأليف ديوان شعر.  كتب عنه  المؤرخ إبراهيم بچوي: «كان من عائلة "بني رمضان"، وكان معروفًا للجميع بمكانته ومآثره، رجلاً حسن الخُلق، وطيب السمعة». 

## أبناءه
كان درويش، الابن الأصغر لپيري بك، سنجق بك طرسوس أثناء حياة والده، وبعد وفاة والده في عام 1468م أصبح سنجق بك أضنة.  كان درويش بك رجلاً أمينًا وكريمًا  نزيهاً وسخياً، وكان ماهرًا في صيد الطيور، لكنه حكم لمدة ستة أشهر فقط ومات شابًا   .
في عام 1469م، بعد درويش، أصبح ابن آخر لپيري بك، تولى إبراهيم الثالث، ابن آخر لپيري بك، منصب سنجق بك أضنة، بعد أن كان يشغل سابقًا منصب سنجق بك عينتاب. . واستمر في حكم أضنة حتى وفاته عام 1586م (أو 1589م).  وفي عام 1570م شارك إبراهيم في الحرب القبرصية  إلى جانب ابن عمه حسين، وفي عام 1583م دعاه السردار فرحات باشا للانضمام إلى الحملة الصفوية. ولكن إبراهيم نفسه لم يذهب إلى إيران، بل أرسل أحد أبنائه، أحمد، سنجق بك سيس (قوزان) في أضنة. ويعتقد أن إبراهيم بك توفي في الفترة ما بين أبريل 1585م ويونيو 1587م.